# 제1세계 문제
제1세계 문제(First World Problem, FWP)는 제1세계, 소위 선진국에 거주하는 사람들이 일상생활에서 겪는 아주 사소한 불편함을 표현한 단어이다.

## 개념
제1세계 문제는 제1세계, 소위 선진국에 거주하는 사람들이 일상생활에서 겪는 아주 사소한 불편함이나 어려움을 익살맞게 표현한 것으로 전쟁, 기아, 빈곤, AIDS같은 질병에 시달리고 있는 제3세계 문제와 대비되는 개념이다. 트위터를 비롯한 각종 소셜 네트워크 서비스에서 자신의 불편함을 희화화할 때 널리 사용되고 있다.

## 예시

### 제3세계 문제
1. 남아프리카공화국에서 에이즈 감염으로 사망한 인구가 440만명으로 추산된다.
2. 60년 만에 최악의 가뭄으로 소말리아 인구의 30%가 극심한 기근에 시달리고 있다.
3. 시리아 내전으로 수백명의 마을 주민이 학살되었다.

### 제1세계 문제
1. 스마트폰을 새로 샀는데, 사자마자 가격이 떨어져서 속상하다.
2. 텔레비전에 나오는 드라마를 전부 다 보았더니 이제 볼 것이 없다.
3. 리모컨 배터리가 다 닳았는데 사러나가기가 귀찮다.
4. 스타벅스에서 구입한 4달러짜리 라떼가 너무 뜨겁다.[3]

## 같이 보기
- 제1세계의 특권
- 매슬로의 욕구단계설
- 그쪽이야말로주의